# Гандеркезе
Гандеркезе (нім. Ganderkesee) — сільська громада в Німеччині, розташована в землі Нижня Саксонія. Входить до складу району Ольденбург.
Площа — 138,26 км2. Населення становить 31 578 ос. (станом на 31 грудня 2021).